# 王岚 (1972年)
王岚（1972年5月—），湖北武汉人，汉族，中国农工民主党党员。中华人民共和国政治人物、第十三届全国人民代表大会湖北省代表。

## 生平
2018年，王岚被选为湖北省出席第十三届全国人民代表大会代表。